# Еліс Жаклін Перрі
Еліс Жаклін Перрі (англ. Alice Jacqueline Perry; 24 жовтня 1885 — 21 квітня 1969) — ірландська інженерка, поетеса, письменниця, феміністка. Перша жінка в Європі, яка отримала інженерний диплом. Єдина жінка-земська інспекторка (інженерка графства) в Ірландії.

## Раннє життя і освіта
Народжена в 1885 році в Велпарку, Голвей, Еліс Жаклін була однією з п'яти дочок Джеймса та Марти Перрі (до шлюбу Парк). Її батько був землевпорядником у Західному Голуеї та співзасновником компанії Galway Electric Light Company. Її дядько Джон Перрі був членом Королівського товариства і винайшов навігаційний гіроскоп.
Закінчивши середню школу в Голвеї, вона виграла стипендію для навчання в Королівському коледжі Голвей у 1902 році. Досягши успіху в математиці, вона змінила спеціалізацю з мистецької на інженерну. Закінчила її з відзнакою першого класу в 1906 р.. Її сестри Нетті, Моллі та Агнес також здобули вищу освіту: Нетті вивчала сучасні мови і стала викладачкою іспанської мови в Лондонському університеті. Моллі описувалась як «найвидатніший математик свого часу в коледжі». Третя сестра, Агнес, здобула ступінь бакалавра (1903) та магістра (1905) з математики в Королівському коледжі Голуей (пізніше UCG, потім NUIG), викладала там у 1903—1904, була екзаменаторкою Королівського університету Ірландії з математики в 1906, а згодом стала асистенткою завуча середньої школи в Лондоні. Її сестра Марта одружилася з картографом Едвардом Вільямом О'Флаерті Лайнамом, їх син, Джосс Лайнам, також став інженером. Усі сестри Перрі брали участь у кампанії суфражисток в Голвеї.

## Кар'єра
Після закінчення навчання у 1906 році Еліс Перрі запропонували стипендію для старших курсів аспірантури, але через смерть батька наступного місяця вона не зайняла цю посаду. У грудні 1906 року вона тимчасово змінила свого батька на посаді землевпорядниці Ради округу Голуей. Вона залишалась на посаді протягом п'яти або шести місяців, до постійного призначення. Вона залишається єдиною жінкою, яка була земським інспектором (інженером графства) в Ірландії.
У 1908 році вона переїхала до Лондона зі своїми сестрами, де працювала фабричним інспектором Міністерства внутрішніх справ. Звідти вона переїхала до Глазго, після чого перейшла з пресвітеріанства в християнську науку в 1915 році. Вона познайомилася і вийшла заміж за Джона (Боба) Шоу 30 вересня 1916 року. Шоу був солдатом, який загинув у 1917 році на Західному фронті.

## Пізні роки
Перрі звільнилася з посади інспекторки в 1921 році і захопилася поезією, вперше почавши публікування в 1922 р. У 1923 році вона переїхала до Бостона, штаб-квартири Християнської науки. До своєї смерті в 1969 році Перрі працювала в християнському науковому русі редакторкою поезії та практикинею, видавши 7 книжок поезії.

## Спадщина

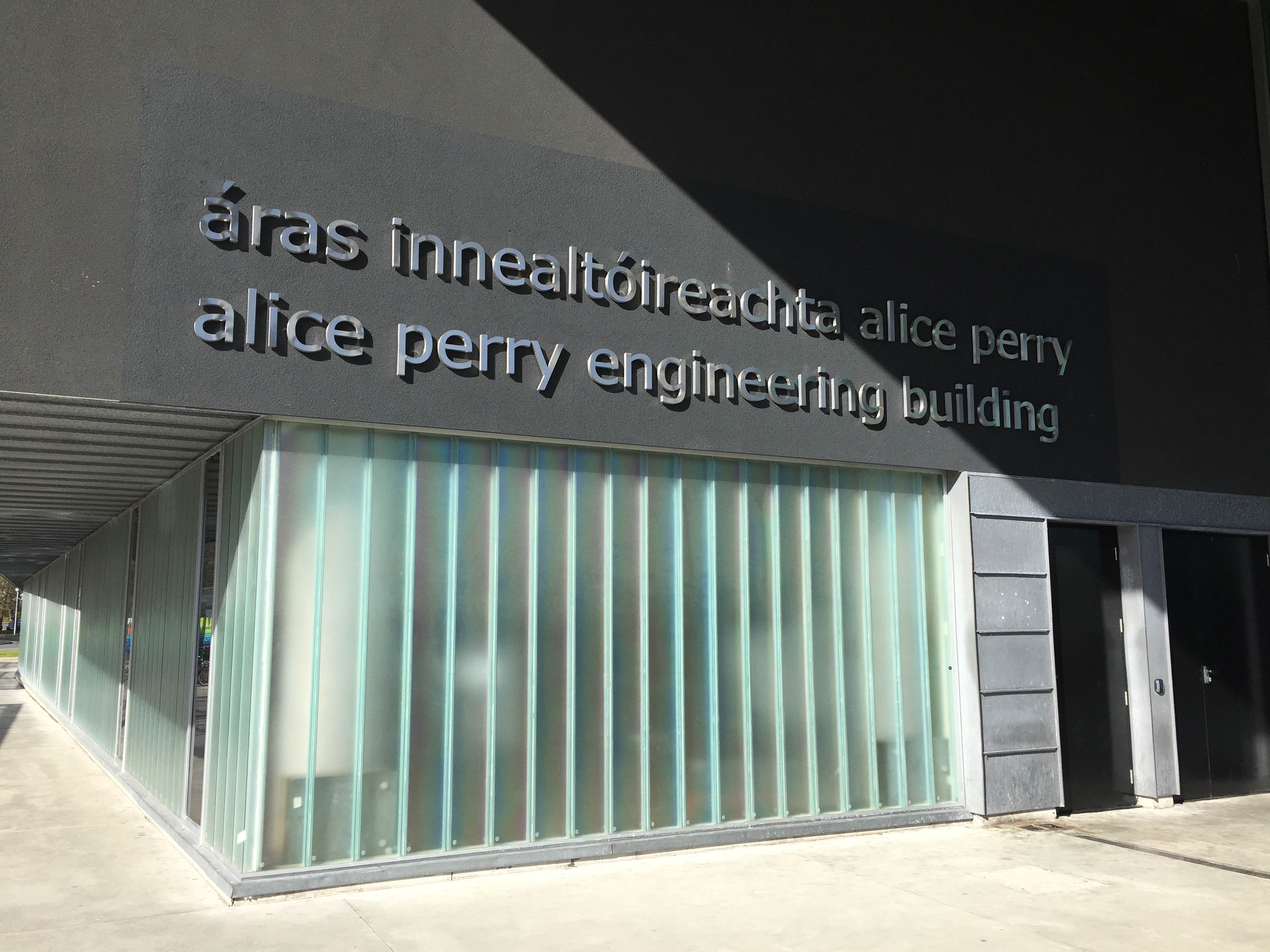
Будівля Еліс Перрі, Ірландський національний університет (Голвей)

Її племінник Джосс Лайнам подарував збірку її поезії Ірландському національному інституту Говуей у 1996 році. 
На її честь була названа Всеірландська медаль — Медаль Еліс Перрі, перша з яких була вручена в 2014 році.
У понеділок, 6 березня 2017 року, Ірландський національний університет (Голвей) провів офіційну церемонію з нагоди присвоєння будівлі імені Еліс Перрі.

## Публікації
- Діти Назарету: та інші вірші (англ. The children of Nazareth : and other poems (приблизно 1930)
- Ранкова трапеза та інші вірші (англ. The morning meal and other poems) (1939)
- Марія в саду та інші вірші (англ. Mary in the garden and other poems) (1944)
- Одне я знаю та інші вірші (англ. One thing I know and other poems) (c1953)
- Жінки Ханаана та інші вірші (англ. Women of Canaan and other poems) (1961)